# Eupithecia ferruginata
Eupithecia ferruginata är en fjärilsart som beskrevs av Philogène Auguste Joseph Duponchel 1842. Eupithecia ferruginata ingår i släktet Eupithecia och familjen mätare. Inga underarter finns listade i Catalogue of Life.